# Emil Molt
Emil Hugo Jakob Molt (Schwäbisch Gmünd, Baden-Württemberg, 1876. április 14. – Stuttgart, 1936. június 16.) német gyáros, az első Waldorf-iskola alapítója.
Apja Konrad Molt (†1883) cukrász és pék, anyja Marie Göller (†1889) volt.

## Élete
13 éves korára mindkét szülőjét elvesztette, ezt követően nagybátyja nevelte.

### Gazdasági élet
Calw-ban tanulta az üzleti életet.
Ott ismerte meg 1894-ben Berta Heldmaiert (1876-1939).
1896-tól a görögországi Patrasban exportüzletben dolgozott, aminek a görög-török háború vetett véget.
1899-ben visszatért Németországba, Stuttgartban, a dohányüzletben kezdett dolgozni.
Még ugyanazon év július 15-én összeházasodott Bertával. Egy fiuk született, Walter Georg Konrad (1906-ban).

### Szellemi élet
Molt 1900-ban kezdett teozófiával, majd Rudolf Steinerrel való megismerkedése után antropozófiával foglalkozni.
Többedmagával, 1906. január 1-jén Waldorf-Astoria Company mbH Zigarettenfabrik néven megalapította cigarettagyárát. A háború után a gyár – Németország alapanyag-hiányai miatt – nehéz helyzetbe került.

### Szociális élet
Emil Molt elsősorban munkásainak a gyermekei számára, Rudolf Steiner vezetésével megalapította az első Waldorf-iskolát. Megvásárolta a szükséges ingatlant, és a kezdeti kiadásokhoz 100 000 birodalmi német márkával járult hozzá.
Az ünnepélyes megnyitó 1919. szeptember 7-én volt Stuttgartban, Az első tanítási nap szeptember 15-én volt, az iskola 256 tanulóval kezdte működését.
A tanárokat kezdetben a gyár keretéből, később külön fizették.
Az iskola sikeres működtetéséhez Molt további 100 000 márkát adományozott.
Az első tanárok között volt Berta Molt is.
Emil Molt hosszú betegség után, 1936. június 16-án, Stuttgartban elhalálozott.